# Abuçaíde Otomão III

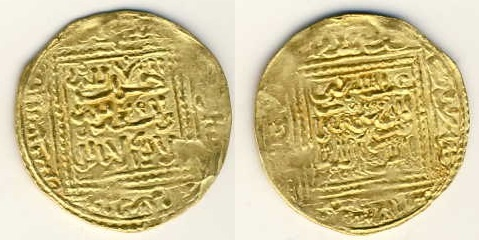
Imagem de uma moeda do reinode Abuçaíde Otomão III.

Abuçaíde Otomão III, também conhecido por seu nome completo Abuçaíde Otomão ibne Amade (em árabe: أبو سعيد عثمان بن أحمد; romaniz.: Abu Sa `id Uthman bin Ahmad), foi um rei de Marrocos da dinastia merínida que reinou entre 1399 e 1420. Foi antecedido no trono por Abu Amir Abedalá e sucedido por Abdalaque II.